# Жак Шастаније
Жак Шастаније (фр. Jacques Chastanié; Лорјен, 24. јул 1875 — Париз, 14. април 1948) је бивши француски атлетичар, чија је специјалност било трчање на дуге стазе и трчање са препрекама. Двоструки је освајач медаља на Летњим олимпијским играма 1900. у Паризу.
На Играма Шастаније је учествовао у три тркачке дисциплине. Прво је 15. јула завршио као трећи у трци 2.500 метара са препрекама, затим 16. јула, он је четврти у трци 4.000 м препреке. Трећа је била екипна трка на 5.000 метара одржана 22. јула. Шестаније је завршио као пети, али је његова екипа у саставу Анри Делож, Гастон Рагено, Жак Шастаније, Албер Шампудри и Андре Кастане у укупном пласману освојила друго место и сви чланови екипе су добили сребрну медаљу.